# Frans Albrekt av Sachsen-Lauenburg
Frans Albrekt av Sachsen-Lauenburg, född 31 oktober 1598, död 10 juni 1642, var prins av Sachsen-Lauenburg och krigare under 30-åriga kriget.

## Biografi
Frans Albrekt var son till hertig Frans II av Sachsen-Lauenburg och hans andra hustru hertiginnan Maria av Braunschweig-Wolfenbüttel, dotter till furst Julius av Braunschweig-Wolfenbüttel. 
Han deltog 1620 på Fredrik V:s sida i slaget vid Vita berget. Därefter gick han i katolska ligans tjänst och uppträdde 1625 som en av Wallensteins kavalleriöverstar. 1632 övergick han till svenskarna, och stred i Gustav II Adolfs närhet då han stupade i slaget vid Lützen, något som givit upphov till grundlösa rykten om att han  skulle ha mördat kungen. 
Han blev strax efter slaget sachsisk fältmarskalk och användes flera gånger i förhandlingarna med Wallenstein. På väg till denne häktades han efter mordet på Wallenstein i Eger 1634 av de kejserliga och hölls en tid fången. År 1638 blev han kejserlig generalmajor, och sökte 1641 ivrigt få till en uppgörelse mellan kejsaren och Johann Georg von Arnim. Efter von Arnims död tog Frans Albrekt befälet i Schlesien, varifrån han utdrev Torsten Stålhandske, men blev av Lennart Torstenson slagen vid Schweidnitz 21 maj 1642. Han föll svårt sårad i svensk fångenskap och avled strax därefter.